# Departementen van Niger
De departementen (départements) zijn sinds 2005 het tweede bestuursniveau van het Afrikaanse land Niger
Het land is onderverdeeld in zeven regio's (régions), die tot 2005 als departementen werden aangeduid. Het tweede bestuursniveau werd voor 2005 aangeduid als arrondissementen (arrondissements). Tot 2011 had Niger 36 departementen, uit deze departementen werden in 2011 27 nieuwe afgesplitst waardoor het land nu in totaal 63 departementen omvat. De departementen zijn verder verdeeld in 
stadsgemeenten (commune urbaine) en plattelandsgemeenten (commune rurale)